# Akpafu (Volk)
Akpafu ist ein Volk in Ghana. 
Die Akpafu leben im Nordosten des Landes in der Nähe von Hohoe. Ihre Sprache ist das Siwu.
Die Akpafu werden auch Lolobi, Mawu oder Akapafu-Lolobi genannt. Dabei ist Mawu der Eigenname der Ethnie, die Bezeichnungen Lolobi und Akpafu gehen auf Ortsbezeichnungen zurück.